# Aaron Verwilst
Aaron Verwilst (Ruiselede, 2 maggio 1997) è un ciclista su strada e pistard belga, che è stato professionista dal 2018 al 2023.

## Palmarès
- 2014 (Juniores)

Giro delle Fiandre Juniores
- 2016 (Lotto Soudal U23, una vittoria)

Grote Prijs Stone-Lux

### Altri successi
- 2018 (Sport Vlaanderen-Baloise)

Classifica traguardi volanti Vuelta a Andalucía

## Piazzamenti

### Classiche monumento
- Liegi-Bastogne-Liegi

2019: ritirato
2021: ritirato

### Competizioni mondiali
- Campionati del mondo

Richmond 2015 - In linea Junior: 76º

### Competizioni continentali
- Campionati europei

Tartu 2015 - In linea Junior: 4º